# 各務原市立尾崎小学校
各務原市立尾崎小学校（かかみがはらしりつ おざきしょうがっこう）は、岐阜県各務原市尾崎南町三丁目にある公立小学校。

## 概要
- 1972年（昭和47年）、岐阜県住宅供給公社により、各務原市の権現山と三峰山の間の山を造成し、大規模団地の尾崎団地の建設が開始される。この尾崎団地の住民のために設置された小学校である。
- 通学区域（自治会名による）は、北洞町（1班～4班）、尾崎北町1丁目、尾崎北町2丁目、尾崎北町3丁目、尾崎北町4丁目、尾崎北町5丁目、尾崎北町6・7丁目、尾崎南町1丁目、尾崎南町2丁目、尾崎南町3丁目、尾崎南町4丁目、尾崎南町5丁目、尾崎南町6丁目、尾崎西町3丁目第1、尾崎西町3丁目第2、尾崎西町3丁目第3・第4、尾崎西町1丁目第1、尾崎西町1丁目第2、尾崎西町1丁目第3、尾崎西町1丁目第4、尾崎西町1丁目第5、尾崎西町5丁目、尾崎西町2丁目第1、尾崎西町2丁目第2、尾崎西町2丁目第3、柄山町、グリーンランド柄山であり[1]、公立中学校の場合の進学先は各務原市立桜丘中学校である[2]。
- 開校時の児童数は279人（9学級）。尾崎団地の人口増加もあり、1985年（昭和60年）には児童数は973人（25学級）に達していた。その後は減少傾向であり、2025年（令和7年）4月時点の児童数は151人（6学級）である。

## 沿革
- 1972年（昭和47年） - 岐阜県住宅供給公社により、造成中の尾崎団地に小学校の建設が着工される。県住宅供給公社が校舎を建て、各務原市が買い取るという立替施行での着工である。
- 1973年（昭和48年） - 建設地（現在の各務原市尾崎西町）に固い岩盤が見つかるなどにより建設が困難となる。そのため、建設地を各務原市那加新加納外6ヶ所大字入会地字前山39ノ1に変更する。
- 1976年（昭和51年）4月6日 - 各務原市立那加第一小学校から分離独立し、各務原市立尾崎小学校が開設される。同時に地名変更により、住所が各務原市那加新加納外6ヶ所大字入会地字前山39ノ1から各務原市尾崎南町3丁目2番地になる。児童数は279人、9学級での開校であった。初代校長は深尾敏子。
- 1976年（昭和51年）7月26日 - プール完成。
- 1976年（昭和51年）12月28日 - 管理棟、特別教室新築。
- 1977年（昭和52年）5月25日 - 山の上の立地条件から風が強く、運動場では常に舞い上がる砂埃に悩まされ、体育の授業にも影響が出ていた。その対策として、運動場部分4500平方メートルに芝生を敷き始め、同時にスプリンクラーを設置。その結果、全国的にも珍しい「芝生の運動場の小学校」としてマスコミなどで取り上げられる。芝生を靴で傷めないようにするため、また児童の健康増進の名目の下、各種体育イベントは児童は裸足で参加するのが恒例となった。
- 1978年（昭和53年）2月26日 - 体育館完成。
- 1978年（昭和53年）4月 - 管理棟に教室を増築。
- 1978年（昭和53年）5月10日 - 芝生の造成を更に3080平方メートル広げ、1周200メートルのトラックゾーン以外のすべての運動場部分が芝生に覆われることになった。
- 1979年（昭和54年）2月24日 - 校歌制定。「みどりの丘に」。和田三里作曲。初代校長、深尾敏子作詞。また、小学校職員から募った作品を岸武雄が補作。
- 1980年（昭和55年）6月25日 - 大規模木造遊具を新設。児童からの公募で「遊び探検島」と命名。
- 1981年（昭和56年）3月 - 校舎東側の職員室棟（一部平屋建て）の2階、3階部分を増築し、新教室をつくる。このころ第2次ベビーブームの影響で児童数が急激に増えつつあった。

## 交通機関
- 各務原市ふれあいバス

那加線・東西線「尾崎南町1丁目」バス停下車
- 岐阜バス

尾崎団地線「尾崎ショッピングセンター前」バス停下車
JR岐阜駅バスターミナル（岐阜駅北）13番のりば、名鉄岐阜のりば（名鉄岐阜駅西）6番のりばより「諏訪山団地」「各務原高校前」、「テクノプラザ（VRテクノジャパン）」、「三柿野駅前」行き

## 学校周辺
- 更木陣屋
- 東海学院大学
- 東海学院大学短期大学部
- 琴塚古墳
- 柄山古墳